# Almirante Juan de Borbón (F102)
L'Almirante Juan de Borbón (F102) est une frégate de la classe Álvaro de Bazán en service dans la marine espagnole.
Il s'agit du second navire de sa classe construit, entré en service en 2003. Le navire porte le nom de l'infant Juan de Borbón, comte de Barcelone, père de l'ancien roi d'Espagne, Juan Carlos Ier.

## Historique

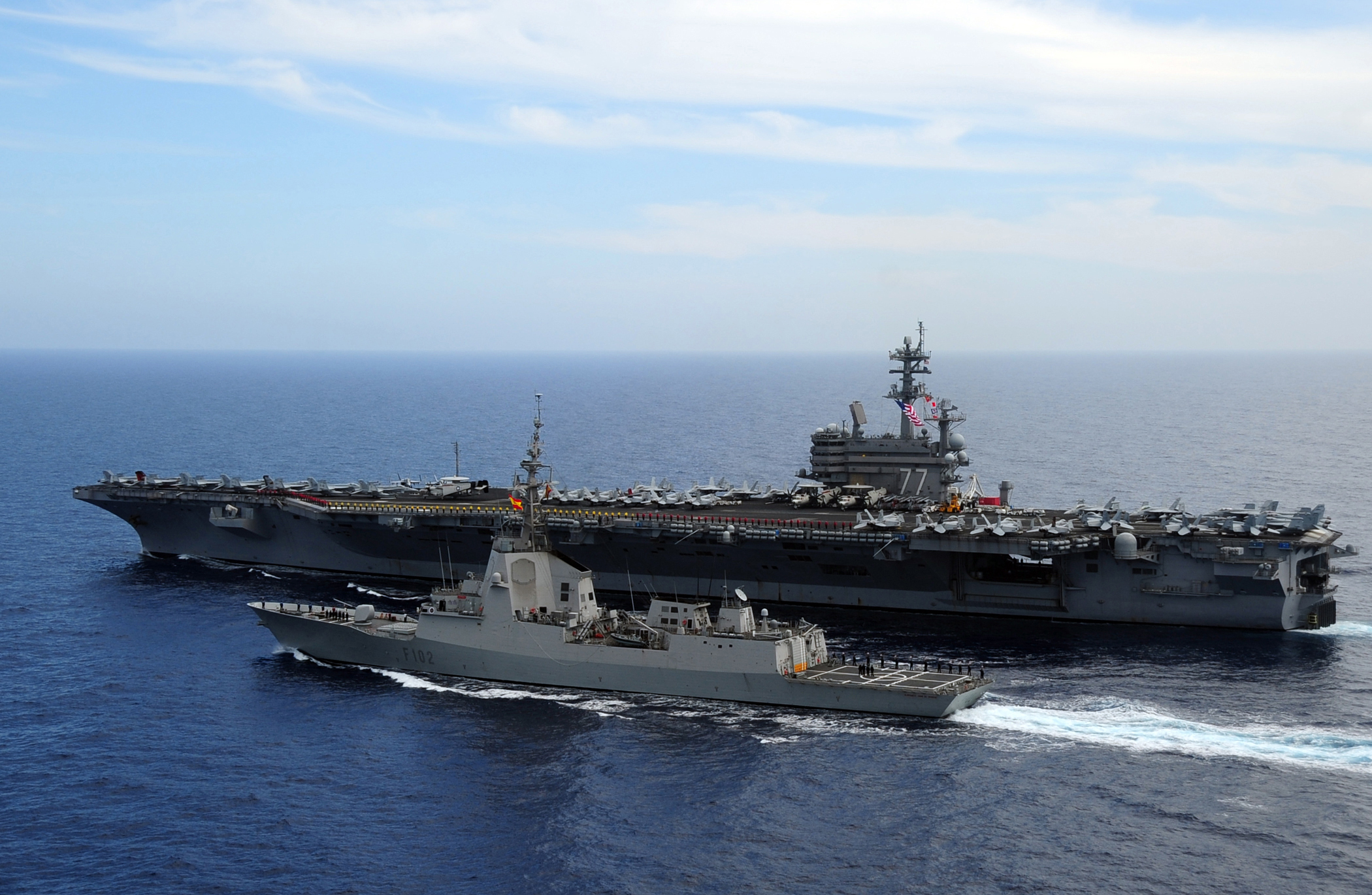
LAlmirante Juan de Borbón en opération avec le porte-avions.